# Pohár vítězů pohárů 1963/1964
Sezóna 1963/64 Poháru vítězů pohárů byla 4. ročníkem tohoto poháru. Vítězem se stal tým Sporting CP.

## Předkolo
| Tým #1               | Celk.     | Tým #2               | 1. zápas | 2. zápas | příp. 3. zápas |
| -------------------- | --------- | -------------------- | -------- | -------- | -------------- |
| Shelbourne FC        | 1 - 5     | FC Barcelona         | 0 - 2    | 1 - 3    |                |
| Hamburger SV         | 7 - 2     | US Luxembourg        | 4 - 0    | 3 - 2    |                |
| Olympique Lyon       | 6 - 2     | Boldklubben 1913     | 3 - 1    | 3 - 1    |                |
| Olympiakos Pireus FC | 2 - 2     | Zagłębie Sosnowiec   | 2 - 1    | 0 - 1    | 2 - 0          |
| Tottenham Hotspur FC | Volný los |                      | -        | -        |                |
| Willem II Tilburg    | 2 - 7     | Manchester United FC | 1 - 1    | 1 - 6    |                |
| Atalanta Bergamo     | 3 - 3     | Sporting CP          | 2 - 0    | 1 - 3    | 1 - 3 (prodl.) |
| APOEL                | 7 - 0     | S.K. Gjøvik-Lyn      | 6 - 0    | 1 - 0    |                |
| FC Basel 1893        | 1 - 10    | Celtic Glasgow       | 1 - 5    | 0 - 5    |                |
| LASK Linz            | 1 - 1     | Dinamo Záhřeb        | 1 - 0    | 0 - 1    | 1 - 1 (h)      |
| Sliema Wanderers     | 0 - 2     | Borough United       | 0 - 0    | 0 - 2    |                |
| Helsingin Palloseura | 2 - 12    | Slovan Bratislava    | 1 - 4    | 1 - 8    |                |
| Motor Zwickau        | Volný los |                      | 0-       | -        |                |
| MTK Budapešť         | 2 - 1     | Slavia Sofia         | 1 - 0    | 1 - 1    |                |
| Fenerbahce           | 4 - 2     | Petrolul Ploieşti    | 4 - 1    | 0 - 1    |                |
| Linfield FC          | Volný los |                      | -        | -        |                |

## První kolo
| Tým #1               | Celk.  | Tým #2               | 1. zápas | 2. zápas | příp. 3. zápas |
| -------------------- | ------ | -------------------- | -------- | -------- | -------------- |
| FC Barcelona         | 4 - 4  | Hamburger SV         | 4 - 4    | 0 - 0    | 2 - 3          |
| Olympique Lyon       | 5 - 3  | Olympiakos Pireus FC | 4 - 1    | 1 - 2    |                |
| Tottenham Hotspur FC | 3 - 4  | Manchester United FC | 2 - 0    | 1 - 4    |                |
| Sporting CP          | 18 - 1 | APOEL                | 16 - 1   | 2 - 0    |                |
| Celtic Glasgow       | 4 - 2  | Dinamo Záhřeb        | 3 - 0    | 1 - 2    |                |
| Borough United       | 0 - 4  | Slovan Bratislava    | 0 - 1    | 0 - 3    |                |
| Motor Zwickau        | 1 - 2  | MTK Budapešť         | 1 - 0    | 0 - 2    |                |
| Fenerbahce           | 4 - 3  | Linfield FC          | 4 - 1    | 0 - 2    |                |

## Čtvrtfinále
| Tým #1               | Celk. | Tým #2            | 1. zápas | 2. zápas | příp. 3. zápas |
| -------------------- | ----- | ----------------- | -------- | -------- | -------------- |
| Hamburger SV         | 1 - 3 | Olympique Lyon    | 1 - 1    | 0 - 2    |                |
| Manchester United FC | 4 - 6 | Sporting CP       | 4 - 1    | 0 - 5    |                |
| Celtic Glasgow       | 2 - 0 | Slovan Bratislava | 1 - 0    | 1 - 0    |                |
| MTK Budapešť         | 3 - 3 | Fenerbahce        | 2 - 0    | 1 - 3    | 1 - 0          |

## Semifinále
| Domácí v 1. zápase | Celkem | Hosté v 1. zápase | 1. zápas | 2. zápas |
| ------------------ | ------ | ----------------- | -------- | -------- |
| Olympique Lyon     | 1–11   | Sporting CP       | 0–0      | 1–1      |
| Celtic Glasgow     | 3–4    | MTK Budapešť      | 3–0      | 0–4      |

1 Zvítězili v rozhodujícím zápase na neutrální půdě 1:0.

## Finále
| 13. května 1964                                     |              |                                       |                                      |
| Sporting CP                                         | 3–3 (prodl.) | MTK Budapešť                          | Heysel Stadium, Brusel diváci: 3 000 |
| Domingos Mascarenhas 40' Ernesto Figueiredo 48' 80' |              | Karoly Sandor 19' 75' Istvan Kuti 73' | Heysel Stadium, Brusel diváci: 3 000 |

### Opakovaný zápas
| 15. května 1964 |     |              |                                         |
| Sporting CP     | 1–0 | MTK Budapešť | Bosuil Stadium, Antverpy diváci: 19 000 |
| João Morais 19' |     |              | Bosuil Stadium, Antverpy diváci: 19 000 |

## Vítěz
| Pohár vítězů pohárů 1963/64 Sporting CP Joaquim Carvalho, Pedro Gomes, Joao Morais, Jose Carlos, Alexandre Baptista, Fernando Mendes , Jose Perides, Osvaldo Silva, Geo Carvalho, Figueiredo, Domingos Mascarenhas Trenér: Anselmo Fernandes |